# Cadenet
|  | Aquest article tracta sobre el municipi francès. Vegeu-ne altres significats a «Cadenet (trobador)». |

Cadenet (en francès Cadenet) és un municipi francès situat al departament de la Valclusa i a la regió de Provença – Alps – Costa Blava.

## Demografia
| 1962                                       | 1968  | 1975  | 1982  | 1990  | 1999  | 2006  |
| ------------------------------------------ | ----- | ----- | ----- | ----- | ----- | ----- |
| 2.409                                      | 2.401 | 2.483 | 2.640 | 3.232 | 3.883 | 3.950 |
| Des de 1962: població sense dobles comptes |       |       |       |       |       |       |

## Administració
| Període   | Identitat      | Partit        |
| --------- | -------------- | ------------- |
| 1994-2001 | Michel Gormond |               |
| 2001-     | Fernand Perez  | Divers gauche |

## Agermanaments
- Varvari-Myrtia
- Arcole